# La’o Hamutuk
La’o Hamutuk (Tetum für „Zusammen gehen“) ist eine osttimoresische Nichtregierungsorganisation (NGO). Sie hat ihren Sitz an der Avenida Dom Ricardo da Silva in der Landeshauptstadt Dili im Suco Vila Verde (früher im Stadtteil Farol). La’o Hamutuk ist ein progressives Denkfabrikkollektiv, das Entwicklungsfragen, -rechte und -prozesse analysiert und darüber berichtet, einschließlich der Maßnahmen internationaler Institutionen und der Regierung von Osttimor. Viele Botschaften nutzen intensiv die kostenlos verfügbaren Analysen der Organisation. Die Artikel werden in Tetum und in Englisch veröffentlicht.

## Übersicht
La’o Hamutuk wurde während der UN-Verwaltung Osttimors im Jahr 2000 von nationalen und ausländischen Menschenrechtsaktivisten sowie Aktivisten gegründet, die sich für die Unabhängigkeit Osttimors von Indonesien eingesetzt hatten. Sie verfolgt seitdem die Politik und überwacht die verschiedenen Institutionen des Landes. Die Organisation akzeptiert keine Zuschüsse von Gebern, die ein bedeutendes Interesse an Osttimor haben können. Das schließt zum Beispiel auch die Vereinten Nationen und ihre Organisationen, die Weltbank, die Asiatische Entwicklungsbank, den Internationalen Währungsfonds sowie die großen Geber von Entwicklungshilfe in Osttimor und Finanzierern von politischen Parteien und Unternehmen ein. La’o Hamutuk ist auf private Stiftungen, NGOs, Regierungen kleiner Länder und individuelle Spenden angewiesen.
Sie analysiert politische Entwicklungen und Prozesse in der Regierung und bei internationalen Organisationen im Land und berichtet darüber. La’o Hamutuk will damit die Kommunikation zwischen den Bürgern und nationalen und internationalen Entscheidungsträgern erleichtern und den Aufbau von Beziehungen zu anderen Staaten untersuchen, um sie auf alternative Entwicklungsmodelle zu prüfen. Durch die Beteiligung aller an den Entscheidungsprozessen möchte La’o Hamutuk nach eigenen Angaben dafür sorgen, dass die Osttimoresen von den Ressourcen ihres Landes am besten profitieren. La’o Hamutuk will dafür Informationen und Raum zur Verfügung stellen, damit alle die Prozesse verstehen können.
La’o Hamutuk produziert ein eigenes halbstündiges Radioprogramm, das Programa Radio Igualdade heißt. Es beinhaltet Interviews und Kommentare zu aktuellen Themen.
Themen der Veröffentlichungen der NGO sind zum Beispiel das Staatsbudget, die Verwendung der Gewinne aus der Erdölproduktion oder die Verhandlungen mit Australien über die Seegrenze.

## Mitarbeiter
2013 hatte La’o Hamutuk acht Vollzeitangestellte aus Osttimor und zwei aus dem Ausland. Es gibt keine Hierarchie. Die Ämter der zwei Koordinatoren rotieren. Anders als bei anderen Arbeitgebern sind die Gehälter für Osttimoresen und Ausländer gleich. Ehemalige Mitarbeiter sind zum Beispiel Adriano do Nascimento (2002–2003) und Merício Juvinal dos Reis (2002–2005).

## Bewertung
Der Analyst Gordon Peake nennt La’o Hamutuk „weithin anerkannt, vor allem für die Qualität ihrer Informationen, Forschung, Analyse und Kommentare zu sozioökonomischen Fragen. Oft ist sie die einzige Organisation, die schriftliche Kommentare zu wichtigen Themen wie dem Petroleum Fund (PF) abgibt und den Staatshaushalt.“